# Джордж Фридман
Вижте пояснителната страница за други личности с името Александър Фридман.
Джордж Фридман (на английски: George Friedman) e американски политолог, основател и директор на частната информационно-аналитична разузнавателна компания „Стратфор“. Автор на няколко книги, сред които най-известната е „Тайната война на Америка“ от 2004 г.

## Биография
Фридман е роден в Унгария в еврейско семейство, което преживява Холокоста. През 1949 г. семейството на Фридман се мести в Австрия, а няколко години по-късно – в САЩ. В САЩ Джордж Фридман се сдобива със степен по политология от Градския колеж на Ню Йорк, след което завършва публична администрация в университета „Корнел“. От 1974 г. преподава политически науки в частен колеж в Пенсилвания.
Началото на кариерата си, белязана от геополитиката, Фридман, както и повечето от неговите млади колеги, посвещава на съветско-американските отношения. През 80-те години на 20 век Фридман пише няколко научни статии по въпросите на глобалния военния баланс и ядрения паритет. През 1994 г. Джордж Фридман основава „Център за геополитически изследвания“ към Държавния университет в Луизиана, ангажиран със стратегическо прогнозиране. През 1996 г. Фридман създава частната разузнавателна агенция „Стратфор“.